# فياتشيسلاف كوماروف
فياتشيسلاف كوماروف هو لاعب كرة قدم ومدرب كرة قدم روسي في مركز الهجوم، ولد في 31 يناير 1950. لعب مع سبارتاك نالتشيك ونادي تافريا سيمفروبول.